# 先锋路街道 (兰州市)
先锋路街道，是中华人民共和国甘肃省兰州市西固区下辖的一个乡镇级行政单位。

## 行政区划
先锋路街道下辖以下地区：
兰炼八号街区社区、公园路东社区、兰炼九号街区社区、兰炼十号街区社区、兰炼十一号街区社区、兰炼十九号街区西社区、兰炼十九号街区东社区、三姓庄社区、庄浪东路西社区、庄浪东路东社区、省建四公司社区、兰化十七街区社区、兰平玻璃厂西区社区、兰平玻璃厂东区社区和花园小区社区。